# Abdennour Hammouche
Abdennour Hammouche (en arabe : عبد النور حموش), né le 13 avril 1993 à Bordj Bou Arreridj, est un joueur de handball algérien,

## Clubs
- TRS Sétif[3]
- CR Bordj Bou Arreridj
- Mouloudia Bordj Bou Arreridj

## Palmarès

### En clubs
CR Bordj Bou Arreridj 
- Vainqueur du Champion d'Algérie en 2019
- Vainqueur de la Supercoupe d'Algérie en 2017 ، 2019
- Finaliste de la Coupe d'Algérie : 2014، 2018

MOULOUDIA BORDJ BOU ARRERIDJ 
• Vainqueur du championnat d'Algérie en 2024

### En équipe nationale
Championnats d'Afrique
- 6e place au Championnat d'Afrique 2018 ( Gabon)
- Médaille de bronze au Championnat d'Afrique  2020 ( Tunisie)

Championnat du monde junior
- 24e place au Championnat du monde junior 2013 ( Bosnie-Herzégovine)